# Norbert Liebermann

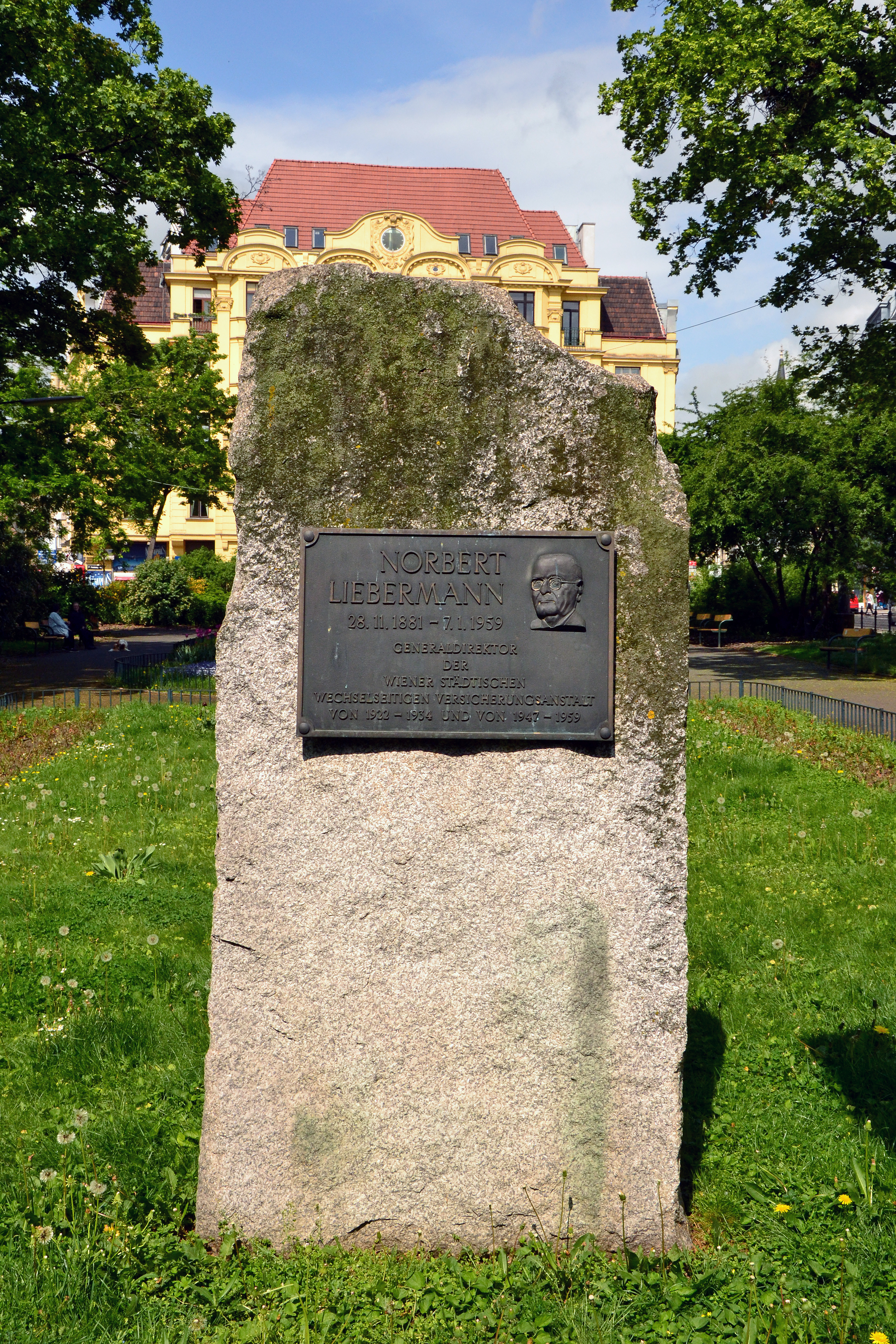
Norbert-Liebermann-Denkmal im nach ihm benannten Park am Aumannplatz in Wien-Währing

Norbert Liebermann (geboren 28. November 1881 in Drohobytsch, Österreich-Ungarn; gestorben 7. Januar 1959, in Wien) war ein österreichischer Versicherungsfachmann und Generaldirektor der Wiener Städtischen Versicherungsanstalt.

## Leben
Norbert Liebermann machte eine rasche Karriere in der Versicherungsbranche, bereits mit 23 Jahren wurde er Prokurist. Er war ein Mitbegründer der Gewerkschaft der Versicherungsangestellten. Im Jahr 1922 beauftragte ihn der Wiener  Finanzstadtrat Hugo Breitner, die ehemalige Kaiser Franz Joseph-Rentenversicherungsanstalt zu reorganisieren. Liebermann schaffte es, daraus eine der größten österreichischen Versicherungsanstalten, die Städtische Versicherungsanstalt, zu machen. Im Jahr 1934 wurde er zwangspensioniert und 1938 nach dem „Anschluss“ von der Gestapo verhaftet und in Dachau inhaftiert. Er konnte jedoch später auswandern. Im Jahr 1947 kehrte er aus den USA nach Wien zurück, wo er die Leitung der Wiener Städtischen Versicherungsanstalt übernahm.
Norbert Liebermann veranlasste den Bau des Ringturmes und hatte die Idee für den Wetterleuchtmasten auf diesem. Er war auch Zweiter Präsident der Hugo Breitner-Gesellschaft zur Förderung künstlerischen Nachwuchses.
Er ist begraben auf dem Friedhof Grinzing in Wien.